# Владан Матић (писац)
Владан Матић (Београд, 1995) је српски дипломата, прозаиста, есејиста, путописац и преводилац. Књиге су му запажене у савременој српској књижевној критици, номинован је више пута за престижне награде као што су НИН-ова награда и Деретина књига године, а дела су му превођена на чешки, шведски и енглески језик. Преводилац је са чешког.

### Белешке о књигама

#### Албум
Упорно и стрпљиво плете Владан Матић мрежу трагова и лутања својих јунака разапету по ивицама широког простора, колико стварног, толико састављеног од праха, утвара, дима... Његове географске границе су непоуздане и променљиве. На мапи коју исцртава на заставицама читамо имена Махачкалеа и Карлових Вари, Искендеруна, Варне, Београда, Москве, Лондона, Дамаска...
	Његови јунаци су путници и завереници који тумарајући прелазе велике удаљености, за њих су време, прошлост и садашњост, порозни, кроз њих пролазе мешајући их док повезују њихове различите нивое.
	Трговци нафтом, тајнама, продавци снова, спавачи на клупама аеродромских чекаоница, разбојници, политичари, дипломате, и убице за идеју, затурени су у једном свету чије се ивице стално круне нагризане рђом несталности. Имају различита имена, националности, говоре све језике вавилонске збрке, верују не верују у све и ништа, али су без разлике ссви припадници истог братства узалудних, изгубљених, унапред потрошених, без којих би, ипак, свет стварности и његовог наличја био хладна, чиста и пуста соба.
Милан Ристовић

#### Номадски дух Владана Матића (3535)
Простор, пространства...
Можда те етимолошки и семантички блиске речи најприближније означавају  или наговештавају смисао писања Владана Матића.
Кретање кроз простор, освајање пространстава...
Имагинација овог у српској белетристици сасвим апартног писца жуди за освајањем простора, за променом пространстава која ствара и којима се креће.
Номадизам Владанове прозе који се ослања на запис, фантазму, белешку и кратку причу, фантазмагорију и утопичност сасвим је отворен – практично иде иза сваког хоризонта (читалачких очекивања). Пастиш се подразумева, мада је често ближи омажу неким драгим писцима, књигама и филмовима...
Из 20. века  прешли смо „прекјуче“ у 21. век – неосетно упркос информатичким „бубама“ – али да ли можемо ишта рећи о 22. веку, или 23. на пример. А шта тек можемо наслутити о 3535. години?
Проза Владана Матића, која се увек бавила историјом простора, покушава помоћу слика из историје будућности да означи то несхватљиво пространство, на које, вероватно, неће пасти ни трунчица праха било кога од нас, Владанових савременика и читалаца. 
У паноптикуму овог асоцијативно и смисаоно отвореног наративног система ређају се, умножавају нацрти, синопсиси, парафразе... Миксују се „јава“ имагинације и сан „снивања“. Ту је Јупитер на корак од каквог београдског трга, а из Дамаска се може у хипу прећи на неку дорћолску ведуту...
Сабласни пејзаж се зачас насељава ратницима који се концентришу пред велику акцију, а на пустом тргу очас креће ритуал иницијације некакве тајне или тајанствене групације.
Слутње будућих времена код Владана Матића нису императивно апокалиптичне. Ни, како би се помодно рекло, ултимативно катастрофичне. Нарацијска отвореност овде подразумева и неку врсту светле наде да ће се живот и прича одвијати упркос протоку времна и променама простора односно преображају пространстава...
Ослонци пишчеве имагинације подједнако су детињство, у свом вилинском сјају, и историја  (досадашње) уметности, у својој неизвесној озбиљности. Матић зна да се позове на идеолошке топосе пропалих утопијских система, али подједнако тако, као да бежи од коначних решења и детерминисаности језичких и медијских  потенцијала савременог доба, да препусти машти на вољу у успостављању (не)(на)слућених образаца будуће историје.
Читајући прозу Владана Матића непрестано имамо осећај да присуствујемо директном преносу имагинације која продукује  (неочекиваним) редом слике које лебде изнад простора свог текста, уписујући се сукцесивно у пространства која он подразумева чим прочитамо наслов, поднаслове, и кренемо дивергентним путањама овог номадског истраживања...
Важно је путовати – пловити  бродом, корачати стазом, возити аутострадом, летети  авионом или васионским бродом – трајекторијама (земаљским и васионским) које су већ испитиване или су први пут пред писцем и његовим читаоцима. У свом социјалном ескапизму – имагинативна путања ове прозе тангира онтолошке и аксеолошке нивое нашег постојања на овом (и сваком другом) простору и у његовим (неоткривеним) пространствима...
Брза измена простора је и још бржа измена стања, а хитро смењивање слика, у свести читалаца стабилизује визуелни траг који каже: погледај, док има времена, па путуј даље, куд те ноге и ум, очи и  срце воде.
Крените на пут  кроз простор и време, ка будућности - немојте да чекате прошлост. Она извесно никад неће стићи.
Септембра 2010.                                                                                               Васа ПАВКОВИЋ

#### Склапање пејзажа
Владан Матић, у свом интригантном приповедалачком опусу, са посебним освртом на прозну целину „Склапање пејзажа“ свакако припада тим ретким посвећеницима, ствараоцима који су беспоговорно свесни да и реализам представља не-реализам и то не зато што они то желе, већ да је тако и када то не желе.
Миомир Петровић

#### Метак од леда
Књигу Матса Ропстена (Мирослава Водичке) за нас је приредио Владан Матић, књигољубац и страствени путник. Мирослав Водичка је упознао Скандинавију као ретко ко, а онда је сва та знања пропустио кроз своју машту и створио Нордланд, пост-потопски свет, са прецизношћу која лако уверава у стварност његове творевине. Сви ми који смо расли на творевинама Урсуле Легвин, Исаака Асимова, Реја Бредберија и Филипа К. Дика добили смо књигу која је на равној нози с њиховим. Овакве књиге су темељ за Гилду читача (видети роман) коју ћемо створити око Мирослава и његових записа.
Предраг ј. Марковић, историчар

#### О роману Детектив Тезеј Владана Матића
Нисам веровао да ћу у рђавом вавилонском бескрају сујета и свакојаких немуштости овдашње књижевне хиперпродукције, бити у прилици да зажалим што један рукопис није дужи. А да, истовремено, схватим да је све већ испричано, јасно, дозирано, тајновито и тајновидно, отворено и јасно, у неколико дана, три живота и једној смрти, и једном роману.
Владан Матић, иако је један од доминантних контекста историјско-метафизички, вешто избегава позицију писца-историчара, свезнадара и паметњаковића, карикатуралне личности која туђе животе и искуства треба да представи у контексту личних књижевних амбиција (читај; фрустрација). Његов роман обликује сумња која се рачва у низ књижевних поступака од „пронађеног рукописа“ до интертекстуалних цитата и симболичко-асоцијативног низа, који индиректно треба да створи атмосферу текста у односу на који немамо искуство непосредног читања.
Истовремено, читамо и бивамо прочитани. Саживљени са главним јунаком и мисли: „Да ли је Мит о Сизифу парабола цивилизације?“, пратимо причу о књигама и људима. О ономе што нам књиге дају и ономе што одузимају, онима који верују и покушавају да сачувају властиту интегралност. Бескрајно је сазвежђе брижљиво одабраних цитата, наслова, одломака из часописа, књига и стрипова – колаж нашег памћења се отвара у лавиринту значења у коме тумарамо до краја историје односно њеног почетка, као да има неке разлике.
Детектив Тезеј није у критском лавиринту убио Минотаура, данас није потребно тако далеко ићи да би се пронашло „наше“ чудовиште и да би се реализовало убиство. Све је већ око нас. Жива чудовишта и убиства без сврхе. Али у подножју једне планине, у роману чије настајање (и нестајање, у плагијату!) пратимо, Тезеј је срео принца Сидарту. Можда то помера читаву историју у другачијем смеру ако „другачије“ уопште постоји. Владан Матић је на малом простору створио свет „романа о роману“, показујући на веома оригиналан начин шта све књижевност јесте а шта живот није, или је можда обратно?
Петар В. Арбутина